# Kotzenbüll
Kotzenbüll (dänisch Kotzenbøl, auch Kotsenbøl, nordfriesisch Kotzenbel) ist eine Gemeinde im Kreis Nordfriesland in Schleswig-Holstein.

## Geografie

### Lage und Ortsteile

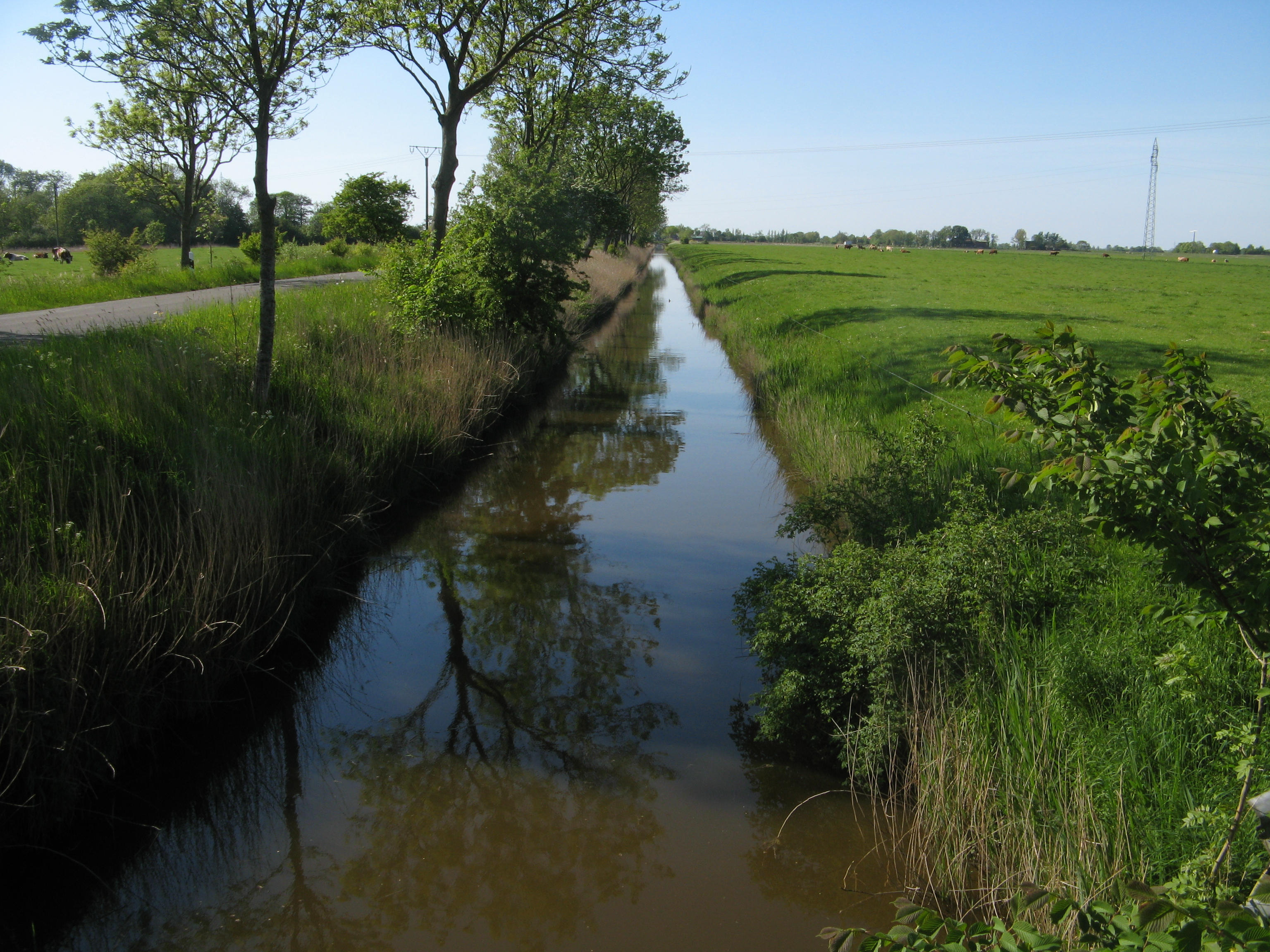
Norderbootfahrt in Kotzenbüll

Das Gemeindegebiet von Kotzenbüll liegt nordwestlich von Tönning an der Norderbootfahrt, einem historisch befahrbaren Schifffahrtskanal auf der Halbinsel Eiderstedt. Das Gemeindegebiet bildet landschaftlich ein Teilgebiet der Eiderstedter Marsch ab.
Neben dem für die Gemeinde namenstiftenden Kirchdorf liegen ebenfalls die Häusergruppen Axendorfer Weg und Kleihörn sowie die Hofsiedlungen Blocksberg, Fleudenberg, Römershof und Schwarzhof im Gemeindegebiet.

### Nachbargemeinden
Direkt angrenzende Gemeindegebiete von Kotzenbüll sind:
| Katharinenheerd     | Tetenbüll                                   | Oldenswort |
| Tönning (OT Kating) | Kompassrose, die auf Nachbargemeinden zeigt |            |
|                     | Tönning                                     |            |

## Geschichte
Der Ortsname bedeutet wahrscheinlich Siedlung der Kotzos. Erstmals erwähnt ist der Ortsname 1438, der Ort ist aber älter. Eine erste Kapelle gab es schon um 1300. Die heutige Nikolaikirche wurde 1495 fertiggestellt und zeugt von dem großen Reichtum der damaligen Einwohner.
Durch die Belagerung der nahegelegenen Festung Tönning 1713 erlitt die Gemeinde große Verluste. Ein Großteil der Häuser wurde niedergebrannt, darunter auch der ehemalige Stallerhof. Bis dahin hatte das damals wohlhabende Kirchspiel sogar zwei Geistliche, einen Pastor und einen Diakon, finanzieren können. Seit damals sinken die Bevölkerungszahlen, allein zwischen 1795 und 1835 von 303 auf 275 Einwohner. Von den 13 Haubargen um 1800 ist heute nur noch der Mars Skipper Hof übrig.

## Politik

### Gemeindevertretung
Bei der Kommunalwahl am 14. Mai 2023 wurden insgesamt sieben Sitze vergeben. Von diesen erhielten die BürgerFÜR Kotzenbüll vier Sitze und die Dorfgemeinschaft Kotzenbüll drei Sitze.

### Bürgermeister
Für die Wahlperiode 2013–2018 ist Andreas Jacobs (DGK) zum Bürgermeister gewählt. Er tritt die Nachfolge von Hans Boy Wolff an, der nicht mehr kandidierte.

## Wirtschaft und Verkehr
Das Gemeindegebiet ist überwiegend landwirtschaftlich geprägt.
Die Gemeinde Kotzenbüll liegt unmittelbar an der Bundesstraße 202 im Abschnitt von Tönning nach Sankt Peter-Ording. Die Trasse führt nordöstlich an der Dorflage vorbei.

## Persönlichkeiten

### Söhne des Ortes
- Emil Wacker (1839–1913), evangelischer Theologe
- Wilhelm Hamkens (1896–1955), Führer der schleswig-holsteinischen Landvolkbewegung

### Persönlichkeiten, die vor Ort wirkten
- Gerhard Wilhelm Amandus Lempelius (1761–1846), evangelischer Geistlicher und Schriftsteller

## Sehenswürdigkeiten

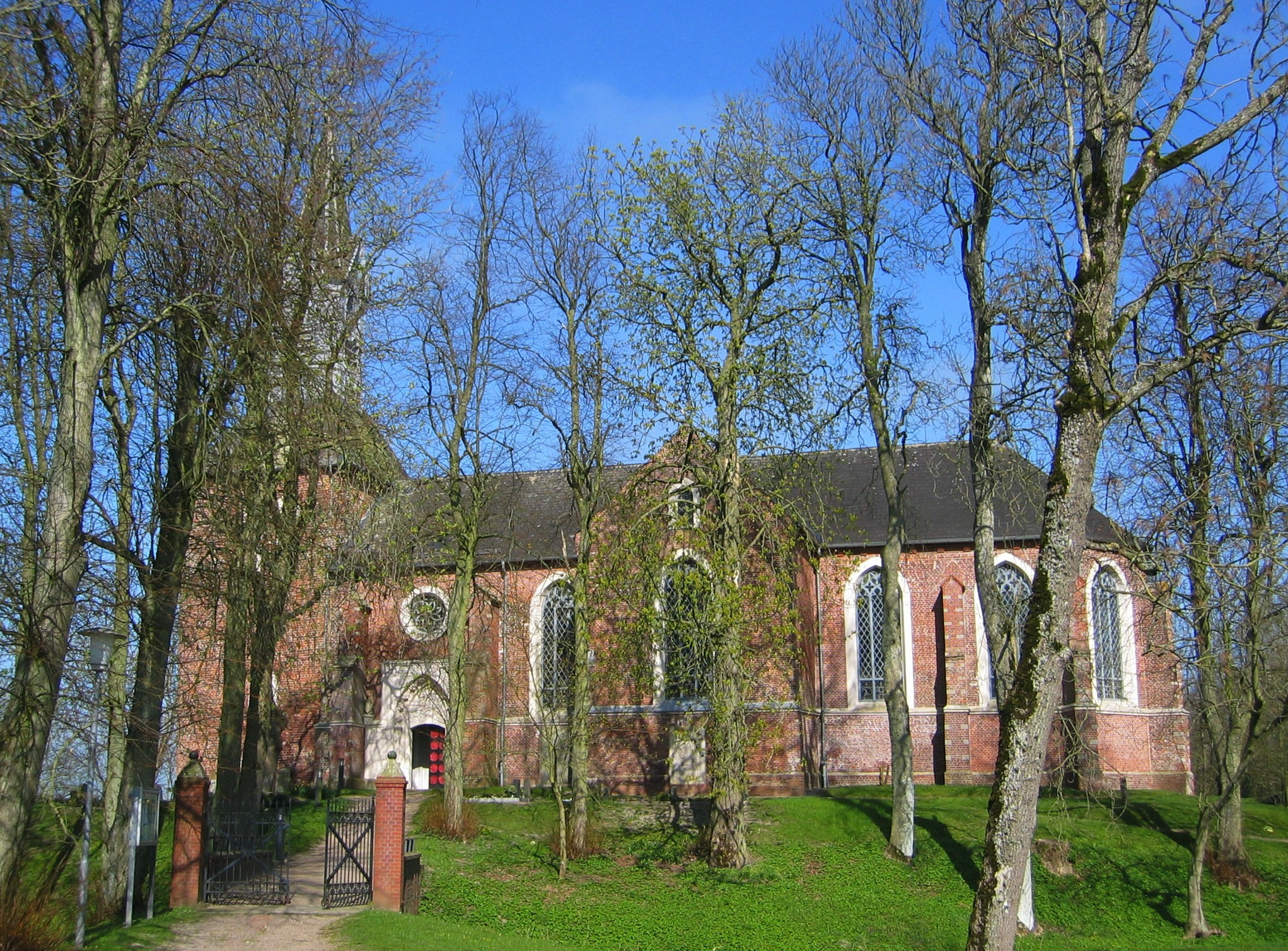
St.-Nikolai-Kirche
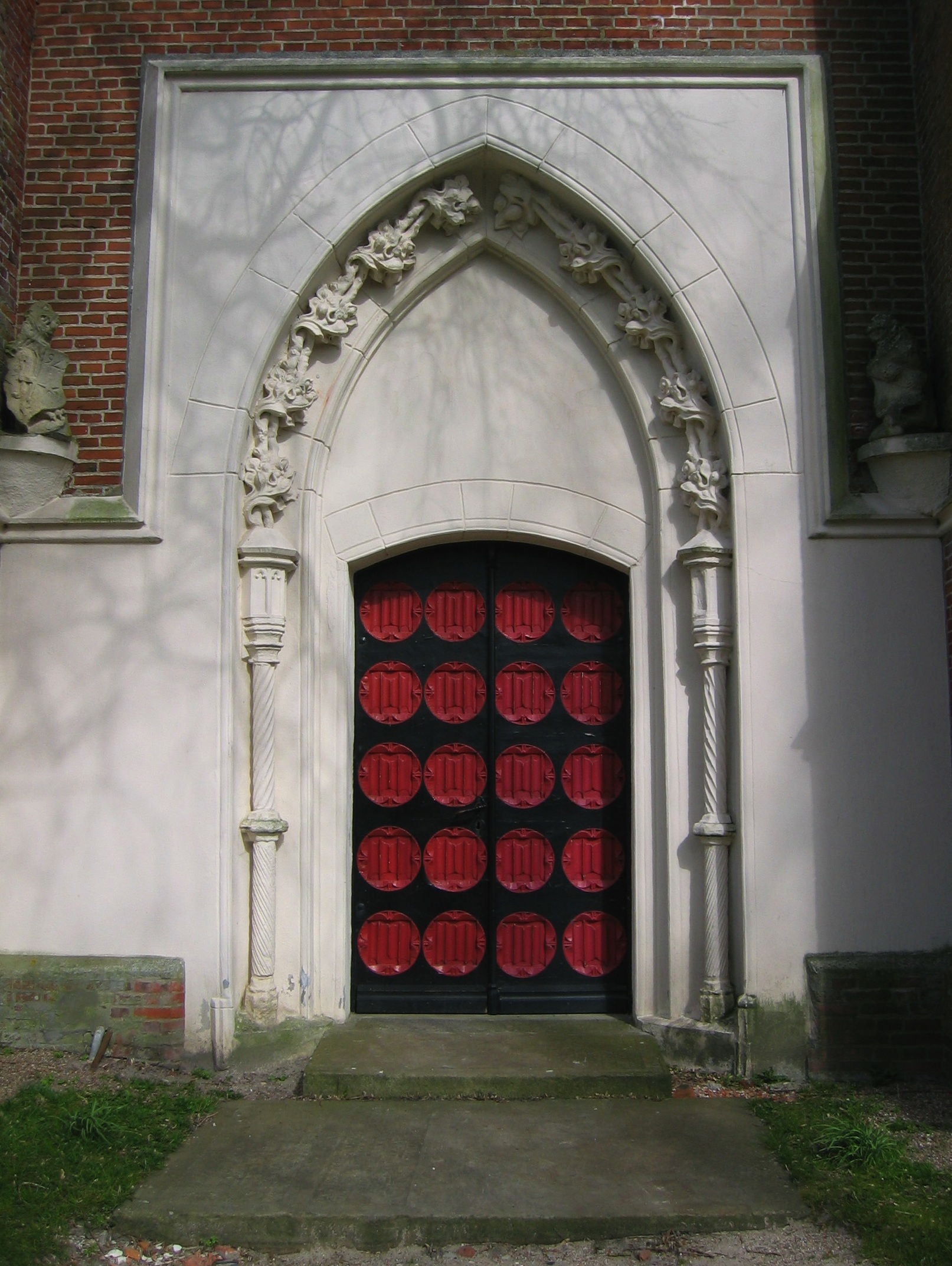
Haupteingangstür der St.-Nikolai-Kirche mit spätgotischem Faltwerk
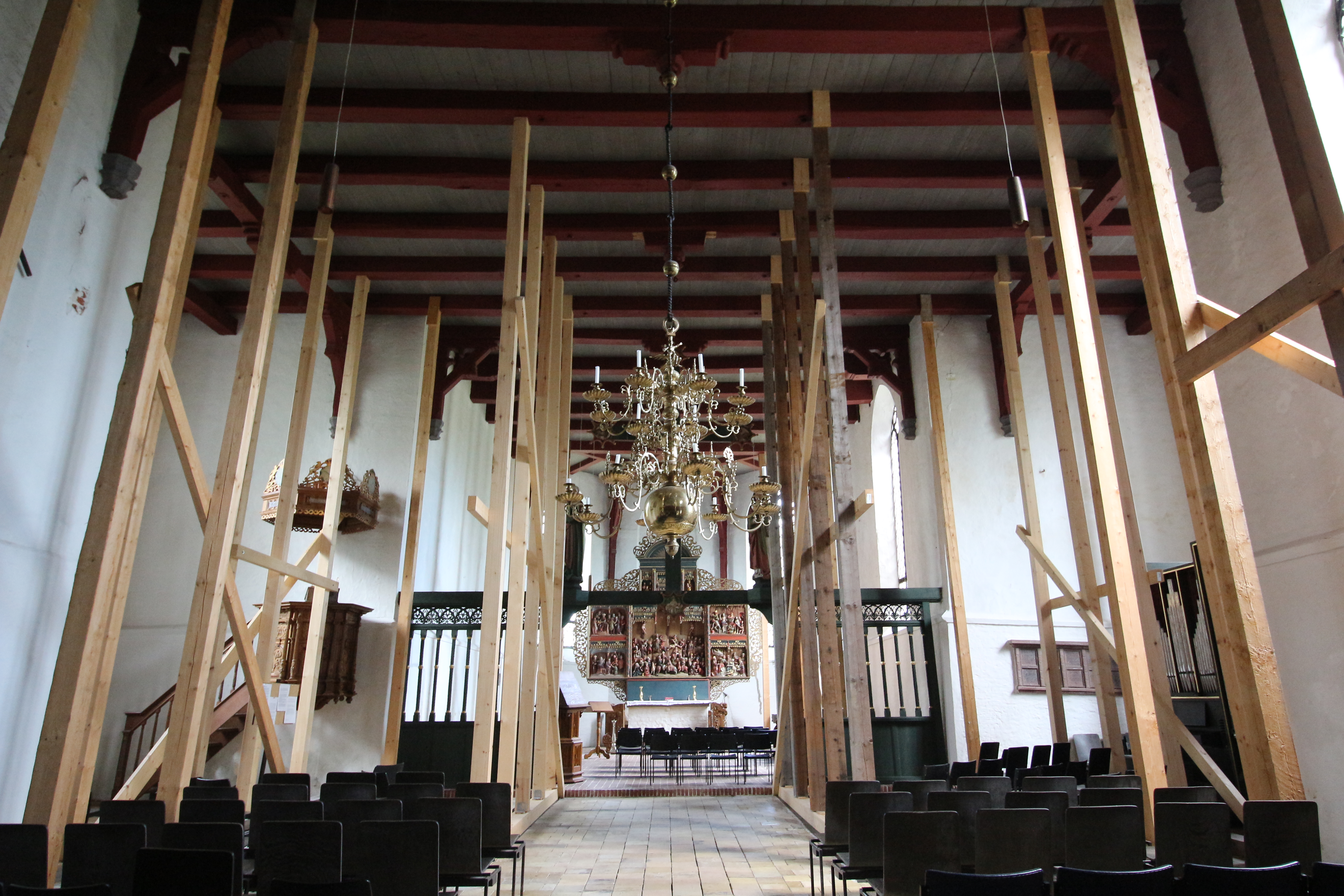
Kirchenschiff der St.-Nikolai-Kirche 2015 – wegen akuter Einsturzgefahr abgestützt
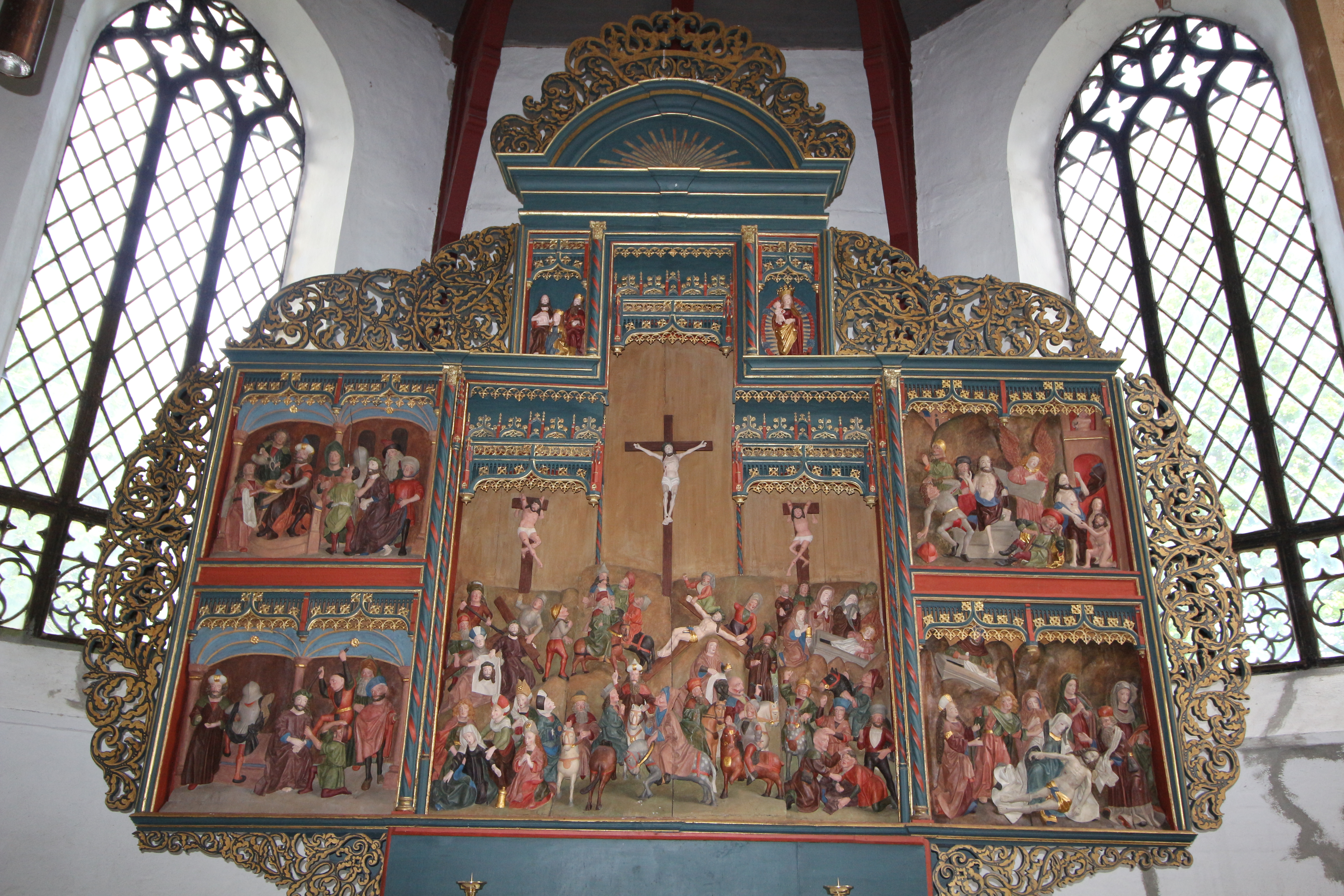
Altar der St.-Nikolai-Kirche
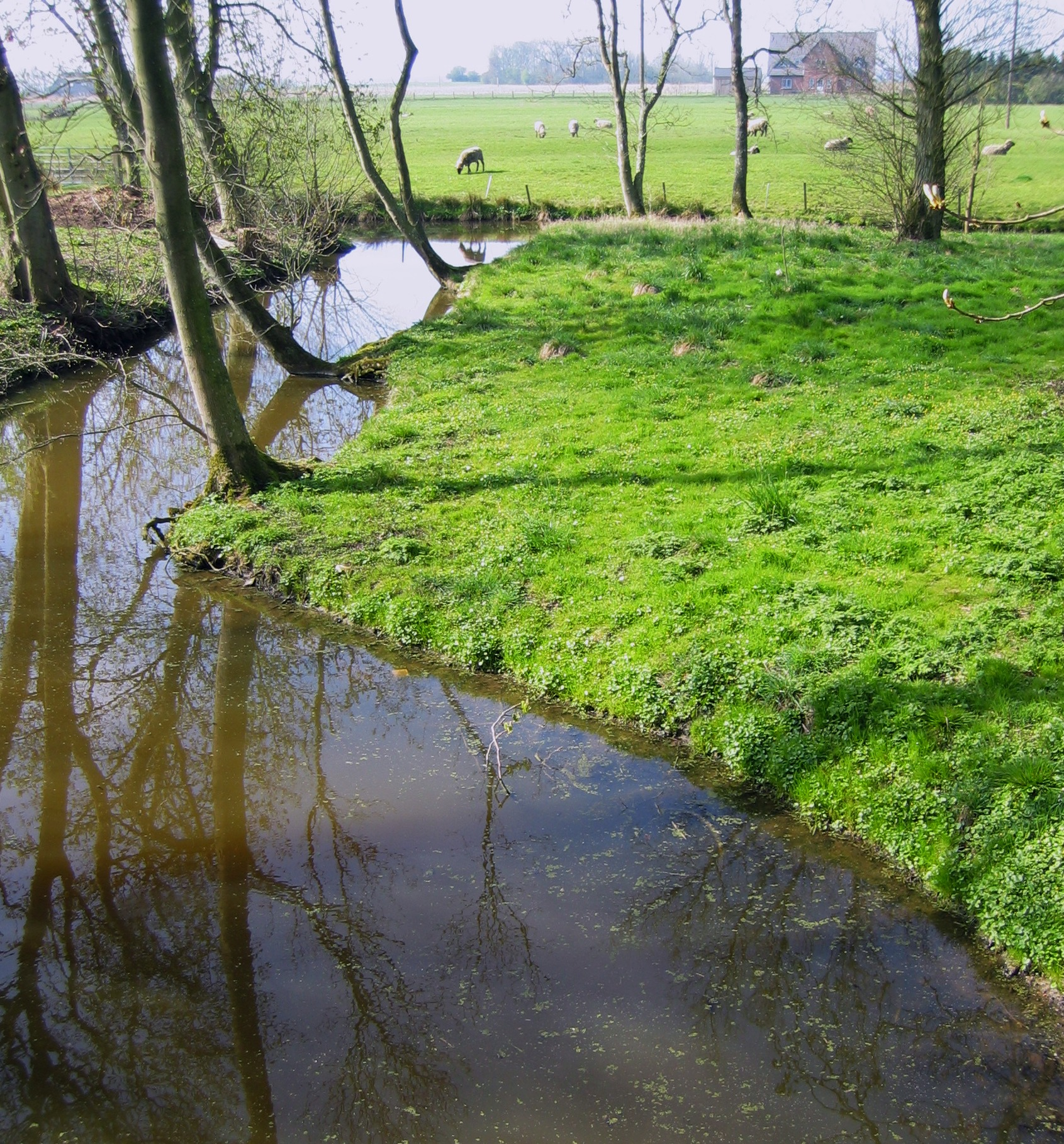
Blick vom Kirchhof der St.-Nikolai-Kirche auf den Wassergraben ins Umland